# Pricilla de Oliveira Azevedo
Pricilla de Oliveira Azevedo Barletta (Rio de Janeiro, 3 de fevereiro de 1978) é uma policial militar brasileira, com posto de tenente-coronel, que ganhou diversos prêmios nacionais e internacionais por sua bravura e integridade. Atualmente está à frente do Comando de Policiamento Rodoviário (CPRv) – antigo Batalhão de Polícia Rodoviária (BPRv) –, e já esteve à frente da Coordenadoria de Polícia Pacificadora (CPP), responsável pelo comando de todas as Unidades de Polícia Pacificadora (UPPs).
Oficial da Polícia Militar do Estado do Rio de Janeiro (PMERJ), foi a primeira mulher a comandar uma UPP, na comunidade Santa Marta, na Zona Sul da cidade, entre 2008 e 2011. É formada em direito e possui especialização em Policia Comunitária pelo Sistema Koban e de Securidad Ciudadana, cursado em Israel.[carece de fontes?]

## Carreira
Entrou para a PMERJ na década de 90 e passou por diversos batalhões e unidades operacionais, atuando nos municípios de Itaboraí, Niterói e também na capital, no 16⁰ BPM (Olaria), área de policiamento do Complexo do Alemão.
Em 2008, com o programa das Unidades de Polícia Pacificadora (UPPs) foi escolhida para assumir a primeira unidade, na comunidade Santa Marta, em Botafogo, Zona Sul do Rio, onde ocupou o cargo até 2011.
Foi coordenadora de Programa Estratégico da Secretaria de Segurança Pública entre 2012 e 2013 e comandante da UPP Rocinha entre 2013 e 2014, onde chefiou uma tropa com mais de 700 policiais. Trabalhou ainda na Coordenadoria de Polícia Pacificadora (CPP) e na 1ª Companhia Independente de Polícia Militar (CIPM), sendo responsável pela guarda do Palácio Guanabara, sede do governo estadual, e do Palácio Laranjeiras.
Em 2018, assumiu o comando do 6º BPM (Tijuca), um dos principais batalhões da Zona Norte do Rio de Janeiro.
Em 2019, foi convidada para ser secretária de Estado, assumindo a Secretaria de Estado de Vitimados do Rio de Janeiro, pioneira no atendimento psicológico e social exclusivamente para às vítimas da violência, incluindo agentes de segurança Pública.
Em setembro de 2021, retornou para a Polícia Militar, passando a coordenar todas as UPPs do estado.

### Tentativas de assassinato
No ano de 2007, Pricilla Azevedo foi sequestrada por criminosos em Niterói quando deixava a família em casa. Foi atacada, torturada e agredida. Conseguiu escapar do porta-malas do próprio carro após os criminosos a levarem para outro ponto onde seria morta. Com a ajuda das forças policiais, conseguiu prender todos os seus sequestradores, sendo o último capturado anos depois na cidade de Recife, no Nordeste.
Em 2014, um grupo de traficantes da Rocinha planejou a morte de Pricilla, então comandante da UPP da comunidade.

## Premiações

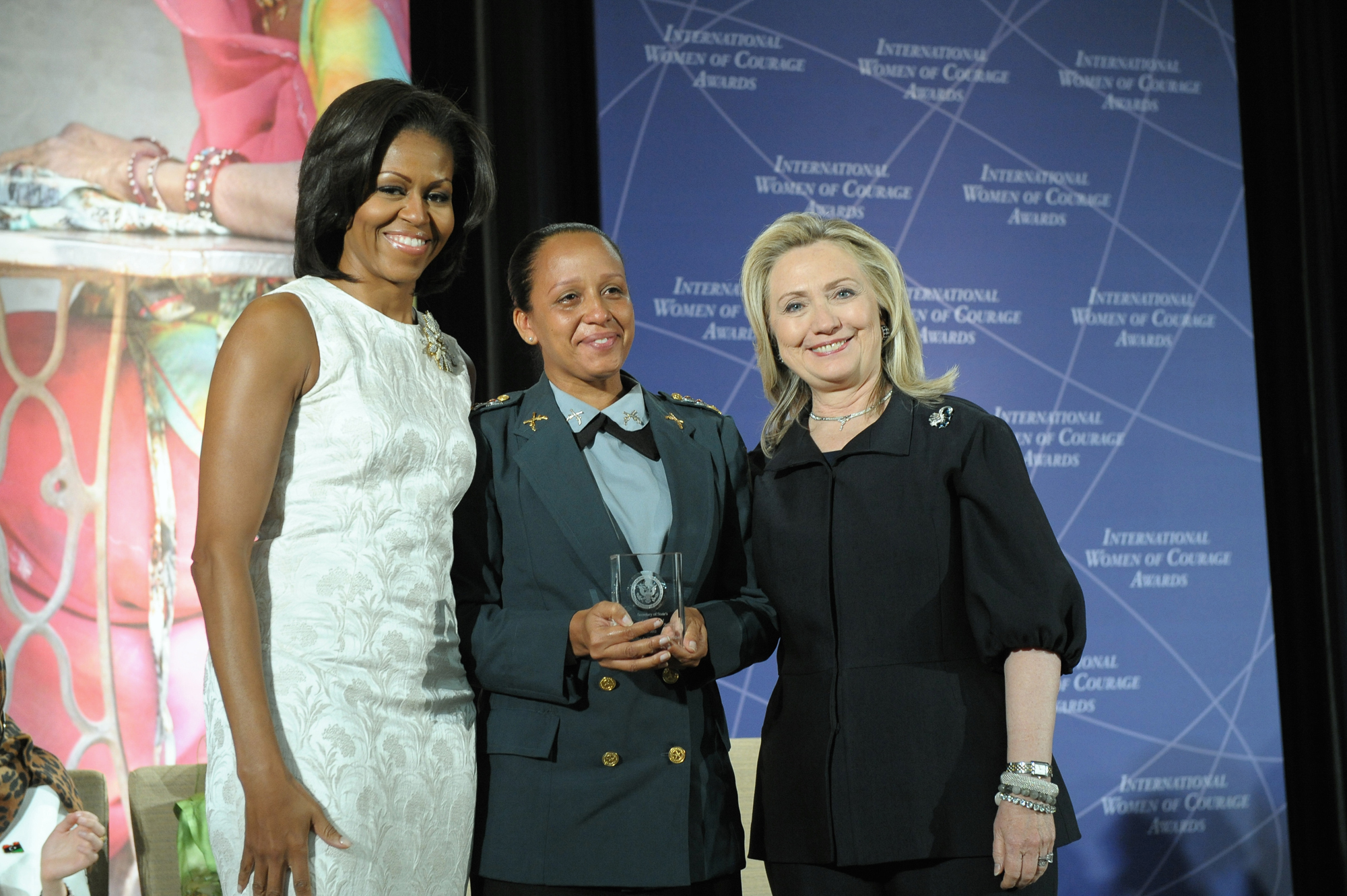
Pricilla Azevedo, com Michelle Obama e Hillary Clinton, ao receber o Prêmio Internacional Mulheres da Coragem em 2012.

Foi agraciada com o Prêmio Internacional Mulheres de Coragem em 2012, sendo homenageada na Casa Branca, nos Estados Unidos, pela então secretária de estado americana, Hillary Clinton, e a primeira dama, Michelle Obama. Até hoje, nenhuma outra brasileira recebeu tamanha homenagem.
A revista Veja a nomeou Defensora da Cidade.
Outras premiações:
1. Medalha Cinquentenário das Forças de Paz do Brasil – Associação Brasileira das Forças Internacionais de Paz da ONU – SP
2. Medalha Tiradentes – Assembleia Legislativa do Rio de Janeiro - RJ
3. Medalha Mérito D. João VI – Polícia Militar do Estado do Rio de Janeiro - RJ